# Gaël Duhayindavyi
Gaël Duhayindavyi (* 14. April 1990 in Bujumbura) ist ein burundischer Fußballspieler, bevorzugt eingesetzt auf der Position eines Defensiven Mittelfeldspielers. Er spielt aktuell für Bumamuru FC in Burundi und ist ehemaliger burundischer Fußballnationalspieler.

## Karriere

### Verein
Die Karriere auf Vereinsebene begann Duhayindavyi in seiner burundischen Heimat bei Atlético Olympic, für den er bis zum Jahr 2013 spielte. 2013 wechselte er innerhalb der Liga zu LLB Académic. Dort gewann er in der Saison 2013/14 das Double mit Meisterschaft und Pokal. Zwei Jahre später gewann er abermals die Meisterschaft, diesmal jedoch im Trikot des Vital’O FC. 2017 wechselte Duhayindavyi als burundischer Spieler des Jahres der vergangenen Saison zum ruandischen Verein Mukura Victory. Dort gelang ihn in der ersten Saison der Gewinn des Amahoro Cup. 2021 kehrte er in seine Heimat zurück und schloss sich dort den Verein Bumamuru FC aus Cibitoke an. Hier gewann er 2022 seinen zweiten Burundischen Pokal und nur ein Jahr später seinen vierten burundischen Meistertitel.

### Nationalmannschaft
Sein Debüt für die burundische Fußballnationalmannschaft gab Duhayindavyi am 5. Januar 2011 im Freundschaftsspiel gegen Uganda. Er nahm an mehreren Ausgaben des CECAFA-Cup teil und absolvierte bisher 49 A-Länderspiele, in denen ihn zwei Tore gelangen. Sein letztes Spiel absolvierte er am 19. November 2019 im Rahmen der Qualifikation zum Afrika-Cup 2022 gegen die Auswahl von Marokko.

### Erfolge
Burundischer Meister: 2011, 2014, 2016, 2023

Burundischer Pokalsieger: 2014, 2022

Ruandischer Pokalsieger: 2018